# Конев, Иван Никитич
Иван Никитич Конев (5 января 1899 года, село Шешминская Крепость, Бугульминский уезд, Самарская губерния, ныне Черемшанский район, Татарстан — 19 ноября 1983 года, Куйбышев) — советский военачальник, Герой Советского Союза (13 декабря 1944 года). Генерал-майор (19 сентября 1944 года).

## Начальная биография
Иван Никитич Конев родился 5 января 1899 года в селе Шешминская Крепость Бугульминского уезда Самарской губернии, ныне Черемшанского района Республики Татарстан, в семье крестьянина.
В 1913 году окончил шесть классов школы и с 1915 года работал рассыльным и чернорабочим в Баку.

## Военная служба

### Первая мировая и гражданская войны
В мае 1916 года был призван в ряды Русской императорской армии и направлен на учёбу в унтер-офицерское отделение при Навортлукской школе подпрапорщиков, по окончании которого в 1916 году был выпущен в чине младшего унтер-офицера. Был демобилизован в декабре 1917 года, вернулся в родные места и работал секретарем волостного исполкома Шешминской волости Бугульминского уезда Самарской губернии.
В июне 1918 года вступил в Красную Армию, после чего был назначен на должность помощника начальника Бугульминского уездного продовольственного отряда. С сентября воевал на Восточном фронте против войск адмирала А. В. Колчака на должностях помощника командира роты, а затем помощника делопроизводителя штаба 240-го стрелкового полка. С июня 1919 года Конев служил в составе 68-го армейского этапа (5-я армия, Восточный фронт) на должностях помощника заведующего пересыльной части, помощника командира и командира роты, делопроизводителя и казначея этапа.
В 1920 году был направлен на Западный фронт, где был назначен на должность заведующего хозяйством 101-й этапной роты. Принимал участие в советско-польской войне.

### Межвоенное время
В июне 1921 года был назначен на должность помощника командира роты, затем — на должность квартирмейстера образцового учебного отряда Высшей военной школы Сибири (Омск), в январе 1922 года — на должность начальника хозяйственной команды и коменданта 24-й Омской пехотной школы (Сибирский военный округ). В ноябре был переведён в 29-ю стрелковую дивизию Сибирского ВО, где служил на должностях казначея-квартирмейстера дивизионной школы и казначея управления военно-хозяйственного снабжения дивизии. В январе 1924 года переведён в Западный военный округ, где служил на должностях командира взвода 85-го стрелкового полка, с июня этого года — командира роты разведчиков, а затем — командира взвода и хозяйственной роты 87-го стрелкового полка. В октябре 1924 года был направлен на учёбу на повторном отделении Западной пехотной школы, которую закончил в августе 1925 года и вернулся в полк на прежнюю должность.
В октябре 1927 года был назначен на должность командира и политрука роты 111-го стрелкового полка (Белорусский военный округ), а с декабря 1930 года последовательно назначался на должности помощника командира и начальника штаба батальона, помощник начальника штаба 97-го стрелкового полка. В апреле 1933 года был направлен на учёбу.
Окончил Военную академию РККА имени М. В. Фрунзе в феврале 1937 года. Тогда же был назначен на должность начальника 2-й части штаба 1-й моторизованной химической дивизии (Московский военный округ). В июле 1937 года был направлен на учёбу в Академию Генерального штаба РККА.
Окончил эту академию в июле 1939 год и был направлен в распоряжении командира 57-го особого стрелкового корпуса (1-я армейская группа), который в то время вёл боевые действия на Халхин-Голе. За отличия в боях против японских войск в Монголии был награждён своим первым орденом — им стал орден Красного Знамени. После завершения боевых действий в октябре того же года был назначен на должность начальника штаба 36-й мотострелковой дивизии этого корпуса. В сентябре 1940 года назначен на должность начальника штаба 91-й стрелковой дивизии (Сибирский военный округ).

### Великая Отечественная война
С началом Великой Отечественной войны 91-я стрелковая дивизия была включена в состав 24-й армии и в конце июня 1941 года убыла на фронт. Во второй половине июля дивизия вела тяжёлые оборонительные бои в ходе Смоленского сражения на Западном фронте. В бою 24 июля полковник Конев был ранен, после лечения в госпитале в конце сентября был назначен на должность начальника штаба 7-го воздушно-десантного корпуса, находившегося на формировании в Приволжском военном округе.
В начале июня 1942 года был назначен на должность начальника штаба 1-го воздушно-десантного корпуса, в июле — на должность начальника 2-го отдела штаба ВДВ РККА. С 29 августа — командир 8-го воздушно-десантного корпуса, сформированного в Московском военном округе, не участвовавшего в боевых действиях и готовившегося к десантированию в тыл противника. В декабре 1942 года корпус был преобразован в 3-ю гвардейскую воздушно-десантную дивизию, которая вскоре включена в состав 1-й ударной армии Северо-Западного фронта. В её составе дивизия участвовала во второй Демянской и в Старорусской наступательных операциях. Той же весной 1943 года дивизию перебросили на Центральный фронт.
В июле-августе 1943 года в составе 13-й армии Центрального фронта дивизия полковника Конева участвовала в оборонительном этапе Курской битвы. Обороняясь на северном фасе Курской дуги, только за 6 июля 1943 года — первый день своего участия в битве — бойцы дивизии уничтожили 13 танков и несколько сотен солдат и офицеров противника. Затем дивизия приняла участие в Орловской и Черниговско-Припятской наступательных операциях. В ходе битвы за Днепр части дивизии освободили город Остёр Черниговской области, форсировали реки Десна и Днепр, вели кровопролитные бои за расширение плацдарма на правом берегу и участвовали в Киевской наступательной операции (где уже в составе 60-й армии 1-го Украинского фронта участвовали в освобождении города Радомышль Житомирской области 11 ноября 1943 года). Затем дивизия столь же успешно действовала в Корсунь-Шевченковской и Уманско-Ботошанской наступательных операциях. Во второй из них дивизия прорвала оборону противника, обеспечив ввод в прорыв основных сил армии и освобождение с ходу города Умань, за что дивизии было присвоено почётное наименование «Уманская». Через несколько дней дивизия участвовала в освобождении городов Тульчин и Могилёв-Подольский Винницкой области.
Но особенно командир 3-й гвардейской воздушно-десантной дивизии (35-й стрелковый корпус, 27-я армия, 2-й Украинский фронт) гвардии полковник Иван Конев отличился в Ясско-Кишиневской наступательной операции. В первый же день наступления, 20 августа 1944 года, дивизия прорвала глубоко эшелонированную вражескую оборонительную полосу (которая строилась с мая 1944 года) северо-западнее румынского города Яссы, а к исходу 27 августа прорвалась во вражеский тыл почти на 300 километров. При этом были заняты около двухсот населённых пунктов в Румынии. 30 августа 1944 года дивизия с ходу ворвалась в румынский город Плоешти. В этих боях были уничтожены 2559 солдат и офицеров врага, 47 орудий, 12 танков, захвачено 3918 пленных и 62 орудия.
Указом Президиума Верховного Совета СССР от 13 сентября 1944 года «за образцовое выполнение боевых заданий командования на фронте борьбы с немецко-фашистскими захватчиками и проявленные при этом отвагу и геройство» полковнику Ивану Никитичу Коневу присвоено звание Героя Советского Союза с вручением ордена Ленина и медали «Золотая Звезда».
Затем дивизия наступала в Бухарестко-Арадской операции (сентябрь 1944), в Дебреценской операции (октябрь 1944) участвовала в освобождении города Клуж-Напока, а в ходе Будапештской операции освободила город Эгер и форсировала реку Тиса.
В начале марта 1945 года дивизия приняла участие в Балатонской оборонительной операции. В конце марта в ходе Венской наступательной операции она освободила город Залаэгерсег, а в начале апреля — город Фюрстенфельд. На рассвете 9 мая 1945 года после 50-километрового марша один из полков дивизии первым вступил с боем в административный центр австрийской земли Штирия город Грац, где через несколько часов произошла встреча с английскими союзническими войсками. На этом война для И. Н. Конева завершилась.

### Послевоенная карьера
24 июня 1945 года генерал-майор Иван Никитич Конев принял участие в Параде Победы на Красной площади.
В июне 1946 года был назначен на должность командира 23-й механизированной, в июле — на должность командира 106-й гвардейской воздушно-десантной дивизий, в июне 1947 года — на должность начальника штаба, в октябре 1948 года — на должность заместителя командира 137-го стрелкового корпуса, а в апреле 1952 года — на должность заместителя командира 14-го гвардейского стрелкового корпуса.
Генерал-майор И. Н. Конев в июне 1955 года уволен в запас. Умер 19 ноября 1983 года в Куйбышеве. Похоронен на Рубёжном кладбище.

## Награды
- Медаль «Золотая Звезда» Героя Советского Союза (13.09.1944);
- три ордена Ленина (13.09.1944, 21.02.1945, 28.04.1945) ;
- четыре ордена Красного Знамени (1939, 28.07.1943, 3.11.1944, …);
- орден Суворова 2-й степени (17.05.1944);
- орден Кутузова 2-й степени (10.01.1944);
- орден Красной Звезды;
- медали.

## Память
В Самаре в честь Ивана Никитича Конева названа средняя общеобразовательная школа № 100, а в селе Черемшан (Черемшанский район, Татарстан) — «Черемшанская кадетская школа-интернат».
В селе Шешминская Крепость установлен монумент.